# Медаль Святого Олафа
Медаль Святого Олафа — державна нагорода Королівства Норвегія.

## Історія
Медаль Святого Олафа була заснована королем Норвегії Гоконом VII 17 березня 1939 року для нагородження громадян у знак визнання видатних заслуг по поширенню інформації про Норвегію за кордоном, а також зміцнення зв'язків між норвежцями, які проживають за кордоном та їх батьківщиною.

## Положення
Медаль носиться на лівій стороні грудей на стрічці кольорів ордена Святого Олафа. У разі нагородження у воєнний час на стрічку кріпиться металева накладка у вигляді дубової гілки.
| Планки до нагороди      | Планки до нагороди |
| ----------------------- | ------------------ |
| Медаль з дубовою гілкою | Медаль             |

## Опис
Медаль круглої форми з срібла.
На аверсі зображений профільний портрет царюючого монарха. По колу написи: вгорі — ім'я правлячого монарха, внизу — девіз правлячого монарха.
На реверсі — в центрі хрест Святого Олафа накладений на дві сокири. На реверсі гравірується порядковий номер вручаємої медалі.
У верхній частині медалі припаяна ланка у вигляді коронованої монограми правлячого монарха. До корони прикріплено кільце, за допомогою якої медаль кріпиться до стрічки.